# Ampthill Park
Ampthill Park är en park i Storbritannien. Den ligger i riksdelen England, i den södra delen av landet, 60 km norr om huvudstaden London. Ampthill Park ligger 113 meter över havet.
Terrängen runt Ampthill Park är huvudsakligen platt. Ampthill Park ligger uppe på en höjd.Runt Ampthill Park är det mycket tätbefolkat, med 1 266 invånare per kvadratkilometer. Närmaste större samhälle är Luton, 18,2 km söder om Ampthill Park. Trakten runt Ampthill Park består till största delen av jordbruksmark.